# Cyrillic
Cyrillic (прев. Ћирилица) је македонски електронски дуо.
Дуо чине браћа Андреј и Бојан Ивановски. Са радом крећу 2014. године. Напре објављују своје ремиксе песама, а затим и оригиналну музику. Њихов сингл Break My Heart појавио се на листи Music Week Charts у Великој Британији на 7. месту. Делили су бину са уметницима као што су Хардвел, Алан Вокер, Стив Аоки и Робин Шулц. Дуо је наступао као предгрупа за Робина Шулца на фестивалу Охрид колинг 2019. године. Дуо је такође наступио као главни акт на Пиво фесту у Прилепу.
Сарађивали су са Тамаром Тодевском, Еленом Ристеском и Лином Пејовском.

## Дискографија

### Синглови
- Feel Like (2017)
- Right Here (2018)
- Break My Heart (2019)
- Севда (2020)
- You Put Me Down (2020)
- Keep Fighting (2020)
- Јас те губам (2021)
- Zero Gravitation (2021)
- My Mind (2023)
- Every Single Time (2024)